# Melina Hoischen

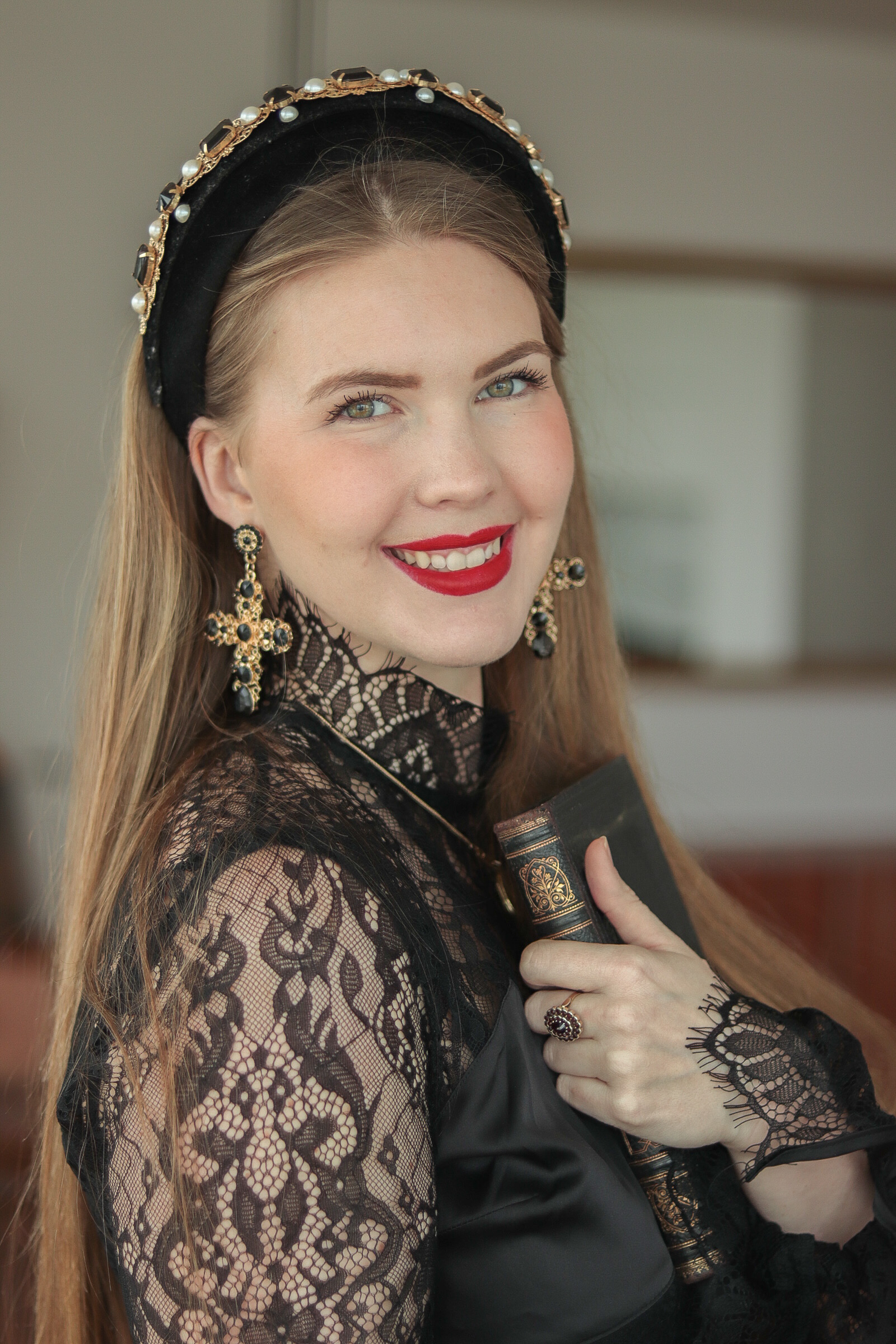
Melina Hoischen (2023)

Melina Hoischen (* 30. August 1993 in Höxter, Nordrhein-Westfalen) ist eine deutsche Autorin, Moderatorin und Webvideoproduzentin, die auch unter ihrem Online-Pseudonym „Miss History“ bekannt ist.

## Leben
Hoischen studierte Betriebswirtschaftslehre mit Schwerpunkt Marketing und PR an der IBA (Internationale Berufsakademie) in München. Seit 2021 nutzt sie außerdem Plattformen wie Instagram, TikTok, Facebook und YouTube, um Geschichte zu präsentieren. Ihre Inhalte reichen von kurzen Videos, die historische Fakten und Anekdoten teilen, bis hin zu längeren Erklärungen komplexer historischer Ereignisse. Sie veröffentlicht auch als Autorin historisch angelehnte Kinderbücher.
In Zusammenarbeit mit dem ZDFKultur-Format Das ist also Kunst klärt sie regelmäßig im Bereich Kunstgeschichte auf und nimmt den Zuschauer mit auf die Suche nach versteckten Symbolen in alten Gemälden und Kunstwerken. Nach eigenen Angaben unterstützt sie durch ihre redaktionellen Inhalte aktiv das Bewusstsein für die Aufarbeitung des Holocausts und ist Partnerin des Bundesverbandes Information & Beratung für NS-Verfolgte e.V.
Hoischen lebt in München zusammen mit ihrem Ehemann und drei Kindern.

## Ehrungen und Auszeichnungen
- 2024 Nominierung für den Creator of the Year Award im Bereich Education durch von TikTok Deutschland.[5]

## Veröffentlichungen

### Kinderbücher
- Elisabeth soll heiraten (2023), CE Community Editions GmbH, ISBN 3-96096-277-0
- Victoria sucht ein Geschenk (2024), CE Community Editions GmbH, ISBN 978-3-96096-359-2

### Sachbücher
- Mystery mit MissHistory. Verlagsgruppe Droemer Knaur GmbH & Co. KG, 2025, ISBN 978-3-426-56174-4 (droemer-knaur.de).

### Gastauftritte in Podcasts
- True Love (by Linn Schütze, Leonie Bartsch & Auf Ex Production), Folge 10, "Marie Curie" (2024)[6]
- ENTRIEGELT - Der ehrliche Business Talk für Selbstständige, Folge 19, "Herausforderungen einer Content Creatorin - Interview mit Miss History Melina Hoischen"[7]